# Meritites II
Meritites II (Merytiotes, Meritetes) hoặc Meritites A ("người yêu dấu của cha cô") là một công chúa triều đại thứ 4 của Ai Cập cổ đại, và có lẽ là con gái của vua Khufu. Bà ấy có thể là con gái của Meritites I dựa trên thực tế là nữ hoàng này được nhắc đến trong mastaba G 7650. Bà kết hôn với Giám sát Cung điện Akhethotep (một quan chức không thuộc hoàng gia) và bà có nhiều đứa con với chồng. Meritites và chồng của bà đã chia sẻ một mastaba (G 7650) ở Giza.

## Gia đình và những năm đầu
Meritites II có lẽ là con gái của Khufu, vì bà được cho là con gái của nhà vua và vì vị trí ngôi mộ của bà cho thấy mối quan hệ với Khufu. Bà là một Ngôn sứ của Khufu, Hathor và Neith.
Meritites đã kết hôn với Akhethotep, người là giám sát của cung điện. Các danh hiệu khác của Akhethotep bao gồm Người bạn duy nhất, Linh mục của Bask Nekhen và Giám thị của ngư dân / người đánh cá. Trong ngôi mộ, nhiều đứa trẻ được miêu tả. Một khối trước đây nằm trong bộ sưu tập McGregor, nhưng bây giờ ở Lisbon thể hiện cho thấy có hai cô con gái. Một cô con gái tên là Hetepheres và chỉ một phần tên được bảo tồn cho cô gái thứ hai: Khufu [... ].

## An táng
Akhethotep và Meritites được chôn cất tại Giza trong lăng mộ G 7650. Mastaba được xây dựng bằng đá và phòng dâng lễ có nội thất được trang trí. Akhethotep được mô tả với vợ Meritites và người coi sóc của mình trong một số cảnh. Trong một cảnh Akhethotep có hai cô con gái đi cùng. Một chiếc quách bằng đá granit đỏ với mặt tiền cung điện đã được phát hiện ở trục C. Meritites đã chết trong triều đại của anh trai Khafra. 

## Văn chương
1. ↑  Gizapyramids website Lưu trữ ngày 11 tháng 10 năm 2008 tại Wayback Machine Page for G 7650
2. 1 2  Flentye, Laurel. "The Mastabas of Ankh-haf (G 7510) and Akhethetep and Meretites (G 7650) in the Eastern Cemetery at Giza: A Reassessment." In Zahi Hawass and Janet Richards, eds. The Archaeology and Art of Ancient Egypt. Essays in Honor of David B. O'Connor, Vol. I. Annales du Service des Antiquités de l'Égypte, Cahier no. 36. Cairo: Supreme Council of Antiquities, 2007, pp. 291-292, 294-298, 301-303, figs. 1, 3, 6, 7.
3. ↑  Dodson, Aidan and Hilton, Dyan. The Complete Royal Families of Ancient Egypt. Thames & Hudson. 2004.
4. 1 2  Porter, Bertha and Moss, Rosalind, Topographical Bibliography of Ancient Egyptian Hieroglyphic Texts, Statues, Reliefs and Paintings Volume III: Memphis, Part I Abu Rawash to Abusir. 2nd edition (revised and augmented by Dr Jaromir Malek), 1974. Retrieved from gizapyramids.org
5. ↑  Reisner, A History of the Giza Necropolis, Volume II, Appendix B: Cemetery 7000, Retrieved from The Giza Archives Lưu trữ ngày 11 tháng 10 năm 2008 tại Wayback Machine